# Julio Manzur
Julio César Manzur (Luque, 22 gennaio 1981) è un ex calciatore paraguaiano, di ruolo difensore.

## Carriera

### Club
Manzur inizia a giocare nel Cerro Corá, prima di passare al Guaraní. Ha giocato anche per il Santos in Brasile. In seguito si è trasferito in Messico al Pachuca.

### Nazionale
Manzur vinse, nel 2004, la medaglia di argento alle Olimpiadi in Grecia. Venne selezionato, in seguito, per giocare con la nazionale maggiore i Mondiali 2006 e la Copa América 2007.